# همراه آفتاب
همراه آفتاب یک مجموعه تلویزیونی محصول سال ۱۳۸۰ به کارگردانی مجتبی یاسینی، نویسندگی  و تهیه‌کنندگی  می‌باشد که از شبکه پخش شد.

## بازیگران
- اشکان صادقی
- امیرحسین قاسمی
- بابک کایدان
- پریناز آل آقا
- حسن کاخی
- حسین داداش پور
- حسین فلاح
- شروین رضایی
- مونا رحمانی
- مهدی طهماسبی
- مهدی نمینی مقدم
- وجیهه حسینیان